# Tankoslojna kromatografija
Tankoslojna kromatografija (engl. Thin Layer Chromatography ili TLC) je kromatografska tehnika koja se koristi za razdvajanje kemijskih komponenti u smjesi. Uključuje stacionarnu fazu sastavljenu iz tankog sloja materijala za adsorpciju, obično silikagela, aluminijevog oksida ili celuloze, koji je pričvršćen na ravnu, inertnu ploču. Pokretna faza se sastoji iz ispitivanog uzorka koji je otopljen u odgovarajućem otapalu. Pokretna faza se kreće po stacionarnoj ploči, potiskivana kapilarnim silama, te se tako ispitivani uzorak razdvaja u pojedine komponente.
Upotrebljava se u širokom spektru kemijskih analiza:
- ispitivanje biljnih pigmenata
- detekcija pesticida i insekticida u hrani
- analiza sastava boja vlakana u forenzičkim ispitivanjima
- identifikacija komponenti koji se nalaze u ispitivanom uzorku.

To je brza i generička metoda za nadgledanje reakcija u organskoj kemiji.

## Adsorpcijska sredstva
Postoji najmanje 25 inertnih materijala koji se koriste kao adsorbcijska sredstva u TLC, ali nekoliko njih se najčešće koriste.

### Silikagel
Silikagel ili silikatna kiselina je bijeli amorfni porozni materijal pripremljen taloženjem iz otopine silikata dodatkom kiseline. Veličina pora kod komercijalnih ploča je najčešće 10 do 15 mikrometara. Silikagel je polarna tvar kiselih osobina. Aktivna mjesta za adsorpciju su slobodne hidroksilne skupine (-OH) na kojima dolazi do stvaranja vodikovih veza s polarnim tvarima.

### Celuloza
U strukturi celuloze postoje hidroksilne skupine (-OH) koje omogućavaju vezanje molekula vode putem vodikovih veza, što je čini pogodnim sredstvom za razdvajanje hidrofilnih (polarnih) tvari.

### Aluminijev oksid
Aluminijev oksid (Al2O3) se priprema u tri razine pH: kiselom, baznom i neutralnom ovisno vrsti tvari koja će se analizirati. Najviše se koristi bazna forma (na bazičnom se razdvajaju ugljikovodici, alkaloidi, steroidi...).

## Nanošenje uzorka
Uzorak se nanosi ručno ili automatski. Kod ručnog nanošenja koristi se mikroinjekcija. Poluautomatska metoda je nanošenje pomoću uređaja koji minimalno udubi površinski sloj i nanosi precizni volumen uzorka (Nanomat 4).

## Razvijanje kromatograma
Ploča se unosi u komoru na čijem se dnu nalazi otapalo koji kapilarnim silama prolazi kroz adsorbcijsko sredstvo noseći sa sobom komponente uzorka, koje se kreću do određene udaljenosti na ploči. Zbog različitog afiniteta komponente se zaustavljaju na različitim mjestima na ploči, što omogućava njihovu identifikaciju. Koriste se uobičajena otapala ili njihove smjese.

## Detekcija i vizualizacija
Neke komponente su obojene pa ih nije teško detektirati na ploči. Ako komponenta apsorbira svjetlost u UV području, moguće je detektirati komponente promatranjem pod UV lampom. Komponente je moguće vizualizirati i prskanjem ploče odgovarajućim reagensom, koji u doticaju s komponentom razvija obojenu reakciju.
Komponente se detektiraju izračunavanjem vrijednosti faktora zaostajanja (eng. Retention factor (Rf):
{\displaystyle R_{f}={\frac {d_{A}}{d_{R}}}}

gdje je dA put koji je prešla komponenta, a dR put koji je prešao rastvarač.
Da bi se TLC koristila za kvantitativno određivanje, moraju se kvantificirati mrlje pomoću densitometra koji mjeri apsorpciju ili fluorescenciju na odgovarajućoj valnoj duljini. Ovaj uređaj daje pseudokromatogram, s vrhovima odgovarajućih komponenata, čija se površina može mjeriti.

## Vanjske poveznice
1. Separation of Food Dyes by Thin Layer Chromatography (TLC)  Arhivirana inačica izvorne stranice od 17. siječnja 2008. (Wayback Machine)
2. Identification of Unknowns Lab: Thin Layer Chromatography (TLC)  Arhivirana inačica izvorne stranice od 14. veljače 2012. (Wayback Machine)